# Waverly, Kentucky
Waverly är en ort i Union County i delstaten Kentucky, USA.